# Liste der Nummer-eins-Hits in Spanien (2023)
Diese Liste der Nummer-eins-Hits in Spanien im Jahr 2023 basiert auf den offiziellen Charts (Top 100 Canciones + Streaming und Top 100 Álbumes) der Productores de Música de España (Promusicae), der spanischen Landesgruppe der IFPI.

## Singles
| ← 2022 ← | Liste der Nummer-eins-Hits in Spanien | Liste der Nummer-eins-Hits in Spanien | Liste der Nummer-eins-Hits in Spanien | 2024 →                    |
| \| Zeitraum \| Wo. ges. \| Interpret \| Titel Autor(en) \| Zusätzliche Informationen \| \| (Zeitraum, Wochen auf Platz eins, Interpret, Titel, Autor[en], zusätzliche Informationen) \| \| \| \| \| \| ----------------------------------------------------------------------------------------- \| -------- \| -------------------------------- \| ---------------------------------------------------------------------------------------------------------------------------------------------------------------------------------------------------------------------------------------------- \| ------------------------- \| \| 30. Dezember 2022 – 5. Januar 2023 1 Woche (insgesamt 5) \| 5 \| Manuel Turizo \| La bachata Luis Miguel Gómez Castaño, Edgar Barrera, Andrés Jael Correa Rios, Juan Diego Medina Vélez, Manuel Turizo Zapata, Miguel Andrés Martinez Perea \| – \| \| 6. Januar 2023 – 23. Februar 2023 7 Wochen \| 7 \| Bizarrap feat. Shakira \| Shakira: Bzrp Music Sessions, Vol. 53 Gonzalo Julián Conde, Kevyn Mauricio Cruz Moreno, Santiago Pablo Exequiel Alvarado, Shakira Isabel Mebarak Ripoll \| – \| \| 24. Februar 2023 – 23. März 2023 4 Wochen \| 4 \| Karol G feat. Shakira \| TQG Carolina Giraldo Navarro, Daniel Echavarría Oviedo, Kevyn Mauricio Cruz Moreno, Shakira Isabel Mebarak Ripoll \| – \| \| 24. März 2023 – 13. April 2023 3 Wochen \| 3 \| Rosalía feat. Rauw Alejandro \| Beso Rosalia Vila Tobella, Raul Alejandro Ocasio Ruiz \| – \| \| 14. April 2023 – 27. April 2023 2 Wochen (insgesamt 4) \| 4 \| Lola Indigo feat. Quevedo \| El tonto Antonio José Rayo Gibo, Estéfano Berciano Garduño, Marc Montserrat Ruiz, Miriam Doblas Muñoz, Pedro Elipe Navarro, Pedro Luis Domínguez Quevedo \| – \| \| 28. April 2023 – 4. Mai 2023 1 Woche \| 1 \| Saiko \| Supernova Ramón Melendi Espina, Miguel Cantos Gómez \| – \| \| 5. Mai 2023 – 18. Mai 2023 2 Wochen (insgesamt 4) \| 4 \| Lola Indigo feat. Quevedo \| El tonto Antonio José Rayo Gibo, Estéfano Berciano Garduño, Marc Montserrat Ruiz, Miriam Doblas Muñoz, Pedro Elipe Navarro, Pedro Luis Domínguez Quevedo \| – \| \| 19. Mai 2023 – 25. Mai 2023 1 Woche \| 1 \| Shakira \| Acróstico Shakira Isabel Mebarak Ripoll, Luis Fernando Ochoa, Kevyn Mauricio Cruz Moreno, Lenin Yorney Palacios Machado \| – \| \| 26. Mai 2023 – 8. Juni 2023 2 Wochen \| 2 \| Bad Bunny \| Where She Goes Benito Antonio Martínez Ocasio, Roberto José Rosado Torres Jr., Marco Daniel Borrero \| – \| \| 9. Juni 2023 – 22. Juni 2023 2 Wochen \| 2 \| Saiko, Feid & Quevedo feat. Mora \| Polaris (Remix) Miguel Cantos Gómez, Salomón Villada Hoyos, Pedro Luis Domínguez Quevedo, Gabriel Mora Quintero \| – \| \| 23. Juni 2023 – 29. Juni 2023 1 Woche \| 1 \| Bizarrap feat. Rauw Alejandro \| Rauw Alejandro: Bzrp Music Sessions, Vol. 56 Francisco Zecca, Gonzalo Julián Conde, Kevyn Mauricio Cruz Moreno, Raúl Alejandro Ocasio Ruiz, Santiago Pablo Exequiel Alvarado \| – \| \| 30. Juni 2023 – 6. Juli 2023 1 Woche \| 1 \| Myke Towers \| Lala Jean Carlos Hernández-Espinell, Carlos Alberto Butter Aguila, Julio Emmanuel Batista Santos, Anthony Edward Ralph Parrilla Medina, José M. Reyes Díaz, Siggy Vázquez Rodriguez, Orlando Jovani Cepeda Matos, Michael Anthony Torres Monge \| – \| \| 7. Juli 2023 – 31. August 2023 8 Wochen \| 8 \| Quevedo \| Columbia Pedro Luis Domínguez Quevedo \| – \| \| 1. September 2023 – 21. September 2023 3 Wochen \| 3 \| Mora feat. Saiko \| Reina Gabriel Mora Quintero, Miguel Cantos Gómez \| – \| \| 22. September 2023 – 28. September 2023 1 Woche \| 1 \| Quevedo feat. Saiko \| Buenas Pedro Luis Domínguez Quevedo, Miguel Cantos Gómez \| – \| \| 29. September 2023 – 12. Oktober 2023 2 Wochen (insgesamt 8) \| 8 \| Iñigo Quintero \| Si no estás Iñigo Quintero Dolz del Castellar \| – \| \| 13. Oktober 2023 – 19. Oktober 2023 1 Woche \| 1 \| Bad Bunny \| Monaco Charles Aznavour, Marco Daniel Borrero, Samuel David Jimenez, Edward Florian Davadi Jr., Benito Antonio Martínez Ocasio, Roberto José Rosado Torres Jr., Argel Armando Lara Cuesta Sr. \| – \| \| 20. Oktober 2023 – 30. November 2023 6 Wochen (insgesamt 8) \| 8 \| Iñigo Quintero \| Si no estás Iñigo Quintero Dolz del Castellar \| – \| \| 1. Dezember 2023 – 11. Januar 2024 6 Wochen \| 6 \| Dellafuente & Morad \| Manos rotas Morad El Khattouti El Hormi, Pablo Enoc Bayo Ruiz \| – \| |                                       |                                       | |                           |
| ← 2022 |                                       |                                       | | → 2024 →                  |
| Zeitraum | Wo. ges.                              | Interpret                             | Titel Autor(en) | Zusätzliche Informationen |
| (Zeitraum, Wochen auf Platz eins, Interpret, Titel, Autor[en], zusätzliche Informationen) |                                       |                                       | |                           |
| 30. Dezember 2022 – 5. Januar 2023 1 Woche (insgesamt 5) | 5                                     | Manuel Turizo                         | La bachata Luis Miguel Gómez Castaño, Edgar Barrera, Andrés Jael Correa Rios, Juan Diego Medina Vélez, Manuel Turizo Zapata, Miguel Andrés Martinez Perea                                                                                      | –                         |
| 6. Januar 2023 – 23. Februar 2023 7 Wochen | 7                                     | Bizarrap feat. Shakira                | Shakira: Bzrp Music Sessions, Vol. 53 Gonzalo Julián Conde, Kevyn Mauricio Cruz Moreno, Santiago Pablo Exequiel Alvarado, Shakira Isabel Mebarak Ripoll                                                                                        | –                         |
| 24. Februar 2023 – 23. März 2023 4 Wochen | 4                                     | Karol G feat. Shakira                 | TQG Carolina Giraldo Navarro, Daniel Echavarría Oviedo, Kevyn Mauricio Cruz Moreno, Shakira Isabel Mebarak Ripoll | –                         |
| 24. März 2023 – 13. April 2023 3 Wochen | 3                                     | Rosalía feat. Rauw Alejandro          | Beso Rosalia Vila Tobella, Raul Alejandro Ocasio Ruiz | –                         |
| 14. April 2023 – 27. April 2023 2 Wochen (insgesamt 4) | 4                                     | Lola Indigo feat. Quevedo             | El tonto Antonio José Rayo Gibo, Estéfano Berciano Garduño, Marc Montserrat Ruiz, Miriam Doblas Muñoz, Pedro Elipe Navarro, Pedro Luis Domínguez Quevedo                                                                                       | –                         |
| 28. April 2023 – 4. Mai 2023 1 Woche | 1                                     | Saiko                                 | Supernova Ramón Melendi Espina, Miguel Cantos Gómez | –                         |
| 5. Mai 2023 – 18. Mai 2023 2 Wochen (insgesamt 4) | 4                                     | Lola Indigo feat. Quevedo             | El tonto Antonio José Rayo Gibo, Estéfano Berciano Garduño, Marc Montserrat Ruiz, Miriam Doblas Muñoz, Pedro Elipe Navarro, Pedro Luis Domínguez Quevedo                                                                                       | –                         |
| 19. Mai 2023 – 25. Mai 2023 1 Woche | 1                                     | Shakira                               | Acróstico Shakira Isabel Mebarak Ripoll, Luis Fernando Ochoa, Kevyn Mauricio Cruz Moreno, Lenin Yorney Palacios Machado | –                         |
| 26. Mai 2023 – 8. Juni 2023 2 Wochen | 2                                     | Bad Bunny                             | Where She Goes Benito Antonio Martínez Ocasio, Roberto José Rosado Torres Jr., Marco Daniel Borrero | –                         |
| 9. Juni 2023 – 22. Juni 2023 2 Wochen | 2                                     | Saiko, Feid & Quevedo feat. Mora      | Polaris (Remix) Miguel Cantos Gómez, Salomón Villada Hoyos, Pedro Luis Domínguez Quevedo, Gabriel Mora Quintero | –                         |
| 23. Juni 2023 – 29. Juni 2023 1 Woche | 1                                     | Bizarrap feat. Rauw Alejandro         | Rauw Alejandro: Bzrp Music Sessions, Vol. 56 Francisco Zecca, Gonzalo Julián Conde, Kevyn Mauricio Cruz Moreno, Raúl Alejandro Ocasio Ruiz, Santiago Pablo Exequiel Alvarado                                                                   | –                         |
| 30. Juni 2023 – 6. Juli 2023 1 Woche | 1                                     | Myke Towers                           | Lala Jean Carlos Hernández-Espinell, Carlos Alberto Butter Aguila, Julio Emmanuel Batista Santos, Anthony Edward Ralph Parrilla Medina, José M. Reyes Díaz, Siggy Vázquez Rodriguez, Orlando Jovani Cepeda Matos, Michael Anthony Torres Monge | –                         |
| 7. Juli 2023 – 31. August 2023 8 Wochen | 8                                     | Quevedo                               | Columbia Pedro Luis Domínguez Quevedo | –                         |
| 1. September 2023 – 21. September 2023 3 Wochen | 3                                     | Mora feat. Saiko                      | Reina Gabriel Mora Quintero, Miguel Cantos Gómez | –                         |
| 22. September 2023 – 28. September 2023 1 Woche | 1                                     | Quevedo feat. Saiko                   | Buenas Pedro Luis Domínguez Quevedo, Miguel Cantos Gómez | –                         |
| 29. September 2023 – 12. Oktober 2023 2 Wochen (insgesamt 8) | 8                                     | Iñigo Quintero                        | Si no estás Iñigo Quintero Dolz del Castellar | –                         |
| 13. Oktober 2023 – 19. Oktober 2023 1 Woche | 1                                     | Bad Bunny                             | Monaco Charles Aznavour, Marco Daniel Borrero, Samuel David Jimenez, Edward Florian Davadi Jr., Benito Antonio Martínez Ocasio, Roberto José Rosado Torres Jr., Argel Armando Lara Cuesta Sr.                                                  | –                         |
| 20. Oktober 2023 – 30. November 2023 6 Wochen (insgesamt 8) | 8                                     | Iñigo Quintero                        | Si no estás Iñigo Quintero Dolz del Castellar | –                         |
| 1. Dezember 2023 – 11. Januar 2024 6 Wochen | 6                                     | Dellafuente & Morad                   | Manos rotas Morad El Khattouti El Hormi, Pablo Enoc Bayo Ruiz | –                         |

## Alben
| ← 2022 ← | Liste der Nummer-eins-Hits in Spanien | Liste der Nummer-eins-Hits in Spanien | Liste der Nummer-eins-Hits in Spanien | 2024 →                    |
| \| Zeitraum \| Wo. ges. \| Interpret \| Titel \| Zusätzliche Informationen \| \| (Zeitraum, Wochen auf Platz eins, Interpret, Titel, zusätzliche Informationen) \| \| \| \| \| \| ------------------------------------------------------------------------------ \| -------- \| -------------------- \| ----------------------------------- \| ------------------------- \| \| 30. Dezember 2022 – 5. Januar 2023 1 Woche (insgesamt 4) \| 4 \| Manuel Carrasco \| Corazón y flecha \| – \| \| 6. Januar 2023 – 19. Januar 2023 2 Wochen (insgesamt 25) \| 25 \| Bad Bunny \| Un verano sin ti \| – \| \| 20. Januar 2023 – 23. Februar 2023 5 Wochen (insgesamt 21) \| 21 \| Quevedo \| Donde quiero estar \| – \| \| 24. Februar 2023 – 9. März 2023 2 Wochen (insgesamt 3) \| 3 \| Karol G \| Mañana será bonito \| – \| \| 10. März 2023 – 16. März 2023 1 Woche (insgesamt 21) \| 21 \| Quevedo \| Donde quiero estar \| – \| \| 17. März 2023 – 23. März 2023 1 Woche \| 1 \| Eladio Carrión \| 3men2 kbrn \| – \| \| 24. März 2023 – 30. März 2023 1 Woche \| 1 \| Ana Mena \| Bellodrama \| – \| \| 31. März 2023 – 13. April 2023 2 Wochen (insgesamt 21) \| 21 \| Quevedo \| Donde quiero estar \| – \| \| 14. April 2023 – 20. April 2023 1 Woche \| 1 \| Lola Indigo \| El dragón \| – \| \| 21. April 2023 – 25. Mai 2023 5 Wochen (insgesamt 21) \| 21 \| Quevedo \| Donde quiero estar \| – \| \| 26. Mai 2023 – 1. Juni 2023 1 Woche \| 1 \| Bunbury \| Greta Garbo \| – \| \| 2. Juni 2023 – 29. Juni 2023 4 Wochen (insgesamt 21) \| 21 \| Quevedo \| Donde quiero estar \| – \| \| 30. Juni 2023 – 6. Juli 2023 1 Woche \| 1 \| Tainy \| Data \| – \| \| 7. Juli 2023 – 13. Juli 2023 1 Woche \| 1 \| Taylor Swift \| Speak Now (Taylor’s Version) \| – \| \| 14. Juli 2023 – 10. August 2023 4 Wochen (insgesamt 21) \| 21 \| Quevedo \| Donde quiero estar \| – \| \| 11. August 2023 – 24. August 2023 2 Wochen \| 2 \| Karol G \| Mañana será bonito (Bichota season) \| – \| \| 25. August 2023 – 7. September 2023 2 Wochen (insgesamt 3) \| 3 \| Mora \| Estrella \| – \| \| 8. September 2023 – 14. September 2023 1 Woche \| 1 \| Olivia Rodrigo \| Guts \| – \| \| 15. September 2023 – 21. September 2023 1 Woche (insgesamt 3) \| 3 \| Mora \| Estrella \| – \| \| 22. September 2023 – 28. September 2023 1 Woche (insgesamt 2) \| 2 \| Aitana \| Alpha \| – \| \| 29. September 2023 – 5. Oktober 2023 1 Woche \| 1 \| David Bisbal \| Me siento vivo \| – \| \| 6. Oktober 2023 – 12. Oktober 2023 1 Woche (insgesamt 2) \| 2 \| Aitana \| Alpha \| – \| \| 13. Oktober 2023 – 26. Oktober 2023 2 Wochen (insgesamt 5) \| 5 \| Bad Bunny \| Nadie sabe lo que va a pasar mañana \| – \| \| 27. Oktober 2023 – 2. November 2023 1 Woche \| 1 \| Taylor Swift \| 1989 (Taylor’s Version) \| – \| \| 3. November 2023 – 9. November 2023 1 Woche (insgesamt 5) \| 5 \| Bad Bunny \| Nadie sabe lo que va a pasar mañana \| – \| \| 10. November 2023 – 16. November 2023 1 Woche \| 1 \| Melendi \| 20 años sin noticias \| – \| \| 17. November 2023 – 23. November 2023 1 Woche (insgesamt 5) \| 5 \| Bad Bunny \| Nadie sabe lo que va a pasar mañana \| – \| \| 24. November 2023 – 30. November 2023 1 Woche \| 1 \| Sergio Dalma \| Sonríe porque estás en la foto \| – \| \| 1. Dezember 2023 – 7. Dezember 2023 1 Woche (insgesamt 2) \| 2 \| El Último de la Fila \| Desbarajuste piramidal \| – \| \| 8. Dezember 2023 – 14. Dezember 2023 1 Woche \| 1 \| Malú \| A todo sí \| – \| \| 15. Dezember 2023 – 28. Dezember 2023 2 Wochen \| 2 \| Robe \| Se nos lleva el aire \| – \| \| 29. Dezember 2023 – 4. Januar 2024 1 Woche (insgesamt 2) \| 2 \| El Último de la Fila \| Desbarajuste piramidal \| – \| |                                       |                                       |                                       |                           |
| ← 2022 |                                       |                                       |                                       | → 2024 →                  |
| Zeitraum | Wo. ges.                              | Interpret                             | Titel                                 | Zusätzliche Informationen |
| (Zeitraum, Wochen auf Platz eins, Interpret, Titel, zusätzliche Informationen) |                                       |                                       |                                       |                           |
| 30. Dezember 2022 – 5. Januar 2023 1 Woche (insgesamt 4) | 4                                     | Manuel Carrasco                       | Corazón y flecha                      | –                         |
| 6. Januar 2023 – 19. Januar 2023 2 Wochen (insgesamt 25) | 25                                    | Bad Bunny                             | Un verano sin ti                      | –                         |
| 20. Januar 2023 – 23. Februar 2023 5 Wochen (insgesamt 21) | 21                                    | Quevedo                               | Donde quiero estar                    | –                         |
| 24. Februar 2023 – 9. März 2023 2 Wochen (insgesamt 3) | 3                                     | Karol G                               | Mañana será bonito                    | –                         |
| 10. März 2023 – 16. März 2023 1 Woche (insgesamt 21) | 21                                    | Quevedo                               | Donde quiero estar                    | –                         |
| 17. März 2023 – 23. März 2023 1 Woche | 1                                     | Eladio Carrión                        | 3men2 kbrn                            | –                         |
| 24. März 2023 – 30. März 2023 1 Woche | 1                                     | Ana Mena                              | Bellodrama                            | –                         |
| 31. März 2023 – 13. April 2023 2 Wochen (insgesamt 21) | 21                                    | Quevedo                               | Donde quiero estar                    | –                         |
| 14. April 2023 – 20. April 2023 1 Woche | 1                                     | Lola Indigo                           | El dragón                             | –                         |
| 21. April 2023 – 25. Mai 2023 5 Wochen (insgesamt 21) | 21                                    | Quevedo                               | Donde quiero estar                    | –                         |
| 26. Mai 2023 – 1. Juni 2023 1 Woche | 1                                     | Bunbury                               | Greta Garbo                           | –                         |
| 2. Juni 2023 – 29. Juni 2023 4 Wochen (insgesamt 21) | 21                                    | Quevedo                               | Donde quiero estar                    | –                         |
| 30. Juni 2023 – 6. Juli 2023 1 Woche | 1                                     | Tainy                                 | Data                                  | –                         |
| 7. Juli 2023 – 13. Juli 2023 1 Woche | 1                                     | Taylor Swift                          | Speak Now (Taylor’s Version)          | –                         |
| 14. Juli 2023 – 10. August 2023 4 Wochen (insgesamt 21) | 21                                    | Quevedo                               | Donde quiero estar                    | –                         |
| 11. August 2023 – 24. August 2023 2 Wochen | 2                                     | Karol G                               | Mañana será bonito (Bichota season)   | –                         |
| 25. August 2023 – 7. September 2023 2 Wochen (insgesamt 3) | 3                                     | Mora                                  | Estrella                              | –                         |
| 8. September 2023 – 14. September 2023 1 Woche | 1                                     | Olivia Rodrigo                        | Guts                                  | –                         |
| 15. September 2023 – 21. September 2023 1 Woche (insgesamt 3) | 3                                     | Mora                                  | Estrella                              | –                         |
| 22. September 2023 – 28. September 2023 1 Woche (insgesamt 2) | 2                                     | Aitana                                | Alpha                                 | –                         |
| 29. September 2023 – 5. Oktober 2023 1 Woche | 1                                     | David Bisbal                          | Me siento vivo                        | –                         |
| 6. Oktober 2023 – 12. Oktober 2023 1 Woche (insgesamt 2) | 2                                     | Aitana                                | Alpha                                 | –                         |
| 13. Oktober 2023 – 26. Oktober 2023 2 Wochen (insgesamt 5) | 5                                     | Bad Bunny                             | Nadie sabe lo que va a pasar mañana   | –                         |
| 27. Oktober 2023 – 2. November 2023 1 Woche | 1                                     | Taylor Swift                          | 1989 (Taylor’s Version)               | –                         |
| 3. November 2023 – 9. November 2023 1 Woche (insgesamt 5) | 5                                     | Bad Bunny                             | Nadie sabe lo que va a pasar mañana   | –                         |
| 10. November 2023 – 16. November 2023 1 Woche | 1                                     | Melendi                               | 20 años sin noticias                  | –                         |
| 17. November 2023 – 23. November 2023 1 Woche (insgesamt 5) | 5                                     | Bad Bunny                             | Nadie sabe lo que va a pasar mañana   | –                         |
| 24. November 2023 – 30. November 2023 1 Woche | 1                                     | Sergio Dalma                          | Sonríe porque estás en la foto        | –                         |
| 1. Dezember 2023 – 7. Dezember 2023 1 Woche (insgesamt 2) | 2                                     | El Último de la Fila                  | Desbarajuste piramidal                | –                         |
| 8. Dezember 2023 – 14. Dezember 2023 1 Woche | 1                                     | Malú                                  | A todo sí                             | –                         |
| 15. Dezember 2023 – 28. Dezember 2023 2 Wochen | 2                                     | Robe                                  | Se nos lleva el aire                  | –                         |
| 29. Dezember 2023 – 4. Januar 2024 1 Woche (insgesamt 2) | 2                                     | El Último de la Fila                  | Desbarajuste piramidal                | –                         |